# 関芳弘
関 芳弘（せき よしひろ、1965年6月7日 - ）は、日本の政治家。自由民主党所属の衆議院議員（6期）、自由民主党広報本部副本部長兼広報戦略局長。
衆議院環境委員長、経済産業副大臣（第4次安倍第1次改造内閣）、環境副大臣（第3次安倍第2次改造内閣）、経済産業大臣政務官（第2次安倍改造内閣・第3次安倍内閣）を歴任。

## 経歴
徳島県立城ノ内高等学校を卒業後、関西学院大学経済学部に進学。在学中は金融政策や銀行論などを専門とする川口慎二のゼミで学ぶ。卒業後は住友銀行（現三井住友銀行）に就職。
2005年9月11日の第44回衆議院議員総選挙に自由民主党公認で兵庫3区から出馬、民主党の土肥隆一を破り初当選。
2008年2月7日、町村派に入会。
2009年8月30日の第45回衆議院議員総選挙に自民党から出馬。公明党の推薦も受けたが次点。
2011年10月、英国国立ウェールズ大学大学院経営学修士プログラム University of Wales (UK) 入学。
2012年12月16日の第46回衆議院議員総選挙で自民党から出馬し2選。
2013年1月、自民党副幹事長に就任。
2014年9月、経済産業大臣政務官に就任。同年12月14日の第47回衆議院議員総選挙で自民党から出馬し3選。
2015年11月、英国国立ウェールズ大学大学院経営学修士 University of Wales (UK), MBA取得。
2016年8月、環境副大臣に就任。2017年10月22日の第48回衆議院議員総選挙で自民党から出馬し4選。
2018年10月、経済産業副大臣に就任。
2019年9月、自民党内閣第二部会長（沖縄･北方対策、科学技術、宇宙政策、クールジャパン、IT関連、原子力防災、経済財政政策、金融（金融庁関係を除く）、デフレ脱却、マイナンバー、規制改革、地方創生、地方分権、行革、人事院･人事などに関する政策）に就任。
2021年10月31日の第49回衆議院議員総選挙で、日本維新の会新人の和田有一朗らを破り、5選（和田は比例復活で当選）。
2024年9月12日、自民党総裁選挙が告示され、9人が立候補した。関は高市早苗の推薦人に名を連ねた。9月17日、候補者9人はTBSの報道番組「news23」に出演しテレビ討論を行った。高市は、推薦人20人のうち、13人が党本部が公表した「裏金議員」であること、役職停止や戒告の処分を受けた議員が含まれていること（関は両方に該当した）などを指摘されると、「どの方を20人に入れるかは選対、チームにまかせたので、私は翌日の新聞（を読む）まで知らなかった」と答えた。9月27日総裁選執行。高市は1回目の投票で1位となるが、決選投票で石破茂に敗れた。
同年10月27日の第50回衆議院議員総選挙で、6選。同年11月15日、自由民主党広報本部副本部長兼広報報戦略局長に就任。

## 政策・主張

### 憲法
- 憲法改正について、2017年、2021年、2024年のアンケートで「賛成」と回答[16][17][18]。

- 憲法9条への自衛隊の明記について、2021年のNHKのアンケートで「賛成」と回答[17]。

- 憲法を改正し緊急事態条項を設けることについて、2021年の毎日新聞社のアンケートで「賛成」と回答[19]。

### 外交・安全保障
- 敵基地攻撃能力の保有について、2021年の毎日新聞社のアンケートで「賛成」と回答[19]。

- 普天間基地の辺野古移設をめぐる政府と沖縄県の対立をどう考えるかとの問いに対し、2021年の毎日新聞社のアンケートで「政府が埋め立てを進めるのはやむを得ない」と回答[19]。

- 徴用工訴訟などの歴史問題をめぐる日韓の関係悪化についてどう考えるかとの問いに対し、2021年の毎日新聞社のアンケートで「政府の今の外交方針でよい」と回答[19]。

### ジェンダー
- 選択的夫婦別姓制度の導入についての各メディアのアンケートの結果は以下のとおり。
  - 2017年 - 朝日新聞社には「どちらかと言えば反対」と回答[16]。
  - 2021年 - NHKには「どちらかといえば反対」と回答[17]。
  - 2024年 - NHKには「反対」と回答[18]。

- 同性婚を可能とする法改正についての各メディアのアンケートの結果は以下のとおり。
  - 2017年 - 朝日新聞社には「どちらとも言えない」と回答[16]。
  - 2021年 - NHKには「どちらかといえば反対」と回答[17]。「同性婚を制度として認めるべきだと考るか」との毎日新聞社のアンケートに対し「認めるべきでない」と回答[19]。
  - 2024年 - NHKには「反対」と回答[18]。

- クオータ制の導入について、2021年のNHKのアンケートで「どちらかといえば反対」と回答[17]。同年の毎日新聞社のアンケートで「反対」と回答[19]。2024年のNHKのアンケートで「反対」と回答[18]。

- 2025年2月4日、自民党の議員グループ「保守団結の会」は会合を開き、顧問の高市早苗が講演した。会合に出席した関ら20人超の議員[注 1]は、旧姓の通称使用の拡大で利便性を高めるべきだとの認識を確認した[21][20][22]。

### その他
- 「原子力発電への依存度について今後どうするべきか」との問題提起に対し、2021年のNHKのアンケートで「現状を維持すべき」と回答[17]。

- 10％の消費税率について、2021年の毎日新聞社のアンケートで「当面は10％を維持すべきだ」と回答[19]。

- 森友学園への国有地売却をめぐる公文書改竄問題で、2021年5月6日、国は「赤木ファイル」の存在を初めて認めた[23]。しかし5月13日、菅義偉首相はファイルの存在を踏まえた再調査を行わない考えを報道各社に書面で示した[24]。9月の自民党総裁選挙で総裁に選出された岸田文雄も10月11日、衆議院本会議の代表質問で再調査の実施を否定した[25]。国の対応をどう考えるかとの同年の毎日新聞社のアンケートに対し「これ以上、調査や説明は必要ない」と回答[19]。

## 人物

### 政治資金パーティー収入の裏金問題
2024年2月13日、自由民主党は、政治資金パーティー収入の裏金問題をめぐり、党所属のすぺての国会議員らを対象に実施したアンケートの集計結果を公表した。関はノルマの超過分に対する清和政策研究会（安倍派）からのキックバックとして、2018年から2022年にかけての5年間で計836万円を裏金にしていたことが明らかとなった。
同年4月4日、党は安倍派と二階派の議員ら39人の処分を決定。関は「戒告」を受けた。
同年5月14日、衆議院政治倫理審査会は、裏金事件に関与しながら同審査会で弁明していない自民党議員44人に出席と説明を求める野党の申立てを全会一致で可決した。同月17日、参議院政治倫理審査会も同様に、弁明していない議員29人に出席と説明を求める申立てを全会一致で可決した。関を含む関係議員73人は全員出席を拒否し、6月23日に通常国会は閉会した。
同年12月26日、東京地検特捜部は政治資金規正法違反の疑いで告発された関を起訴猶予処分とした。
2025年2月7日、関を起訴猶予処分としたことを不服とする申し立てが東京検察審査会に行われた。申し立てをした上脇博之は、起訴猶予とは、罪を犯したことが証拠上明らかなのに検察があえて起訴しないことを意味し、本人が裏金の処理をしたことが捜査上明らかになっているとしている。

### その他
- 関が代表を務める「自由民主党兵庫県第3選挙区支部」は、霊友会第八支部に対し、2012年1月29日に会費42,000円を、2014年2月2日に会費42,000円を支払った[32][33]。
- 2021年6月11日、世界平和統一家庭連合（旧統一教会）の関連団体「天宙平和連合」が創設した世界平和国会議員連合の日本の議員連盟「日本・世界平和議員連合懇談会」の総会が衆議院第一議員会館で開催。関を含む20人の国会議員が出席した[34]。同議連は前年に設立された団体で、初代会長は大野功統だった[35][36]。総会で会長に選出された原田義昭は6月15日、フェイスブックにその旨を記載するとともに、出席議員と国際勝共連合会長の梶栗正義がガッツポーズをする写真を掲載した[34][36]。翌16日、原田は投稿から写真だけ削除した[37]。教団は同年10月の衆院選に立候補した議連参加者を支援し、電話かけなどを熱心に行った[34]。

## 所属団体・議員連盟
- 自民党たばこ議員連盟[38]
- 神道政治連盟国会議員懇談会[39]
- みんなで靖国神社に参拝する国会議員の会[39]
- 保守団結の会